# Obrona Lille
Obrona Lille, oblężenie Lille lub kocioł Lille – starcie zbrojne stoczone w dniach 28–31 maja 1940 r. podczas kampanii francuskiej w czasie II wojny światowej. Oblężenie miasta Lille, bronionego przez francuski IV i V Korpus (około 40 000 żołnierzy) 1 Armii gen. René Priouxa, było prowadzone siłami czterech niemieckich dywizji piechoty wspieranych przez trzy dywizje pancerne. Dwa otoczone francuskie korpusy przez trzy dni stawiały opór niemieckim atakom, dopóki o północy z 31 maja na 1 czerwca nie musiały się poddać. Obrona kotła Lille umożliwiła większej liczbie wojsk alianckich wycofanie się na obrzeża Dunkierki i wzięcie udziału w obronie miasta.

## Preludium
Rankiem 27 maja niemiecka 1 Dywizja Pancerna zaatakowała Gravelines na zachód od Dunkierki i odcięła broniące się tam siły, a ich dowódca, gen. Bertrand Fagalde, został schwytany. Na południu niemieckie czołgi przekroczyły rzekę Aa i ruszyły na Wormhoudt. Dwie dywizje pancerne przekroczyły kanał La Bassée i wyparły brytyjską 2 Dywizję Piechoty. Niemiecka 7 Dywizja Pancerna ruszyła przez lukę w obronie alianckiej i połączyła się X Korpusem Armijnym, odcinając oddziały alianckie pod Lille. W nocy z 27 na 28 maja dywizje Brytyjskich Sił Ekspedycyjnych operujące w pobliżu Lille dały radę wycofać się za rzekę Lys, ale z francuskiej 1 Armii tylko trzy dywizje piechoty III Korpusu zdołały uciec. Wiele francuskich jednostek, które wycofały się z obszarów bardziej na południe, nadal znajdowało się w wybrzuszeniu wokół Lille, kiedy 6 Armia gen. Waltera von Reichenaua otoczyła miasto.

## Oblężenie
Siły francuskie w Lille, dowodzone przez gen. Jean-Baptiste Molinié, pierwszego dnia bitwy uzyskały cenne informacje wywiadowcze, po tym jak patrol przypadkowo schwytał gen. por. Fritza Kühne, dowódcę niemieckiej 253 Dywizji Piechoty i znalazł przy nim dokumenty oraz mapy przedstawiające niemieckie pozycje wokół miasta. Molinié wykorzystał te informacje, aby zaplanować wyrwanie się z okrążenia na wieczór 28 maja. O 19:30 IV Korpus gen. André Borisa i V Korpus gen. Dariusa Blocha próbowały przedostać się na zachodnią stronę Lille i następnie przedrzeć się w kierunku rzeki Lys. Marokańsko-algierska 2 Dywizja Piechoty gen. maj. Pierre Dame'e próbowała przekroczyć rzekę Deûle przez most prowadzący do Sequedin (na południe od Lomme). Natomiast kolonialna 5 Dywizja Piechoty gen. Augustina Agliany'ego próbowała przedrzeć się przez most Moulin Rouge na drodze Santes, na południe od Haubourdin. Jednak obie te próby się nie powiodły. Kolejna próba wydostania się z okrążenia miała miejsce rano 29 maja. Niemcy zaminowali most, ale mimo to przedostały się przez niego dwa francuskie czołgi i dwie kompanie piechoty. Sukces ten pozostał jednak niewykorzystany, bo  alianci zostali następnie zatrzymani przez Niemców na pierścieniu okrążenia.
W następnych dniach Molinié i pięć dywizji 1 Armii walczyło o każdy dom na przedmieściach Lille, a wojska niemieckie próbowały zinfiltrować francuską obronę przez luki w liniach obronnych i próbując wmieszać się pomiędzy cywilnych uchodźców, którzy utknęli w mieście. 29 maja poddała się 15 Dywizja Piechoty. Przy malejącej ilości żywności i amunicji gen. Molinié oraz płk Aizier wynegocjowali z Niemcami kapitulację garnizonu, wskutek czego obrona zakończyła się o północy z piątku 31 maja na sobotę 1 czerwca. Molinié, 349 innych oficerów i 34 600 żołnierzy francuskich oraz kilku żołnierzy brytyjskich, którzy w chaosie odwrotu zgubili swoją jednostkę, poddało się Niemcom na Grand Place. Niemiecki dowódca, gen. Alfred Wäger, z uwagi na wytrwałą obronę przyznał Francuzom prawo do przemaszerowania przez rynek w Lille, na którym wojska niemieckie stały po obu kolumnach jeńców na baczność. Za ten wyraz uznania wobec francuskich obrońców Wäger został później ukarany naganą.

## Następstwa

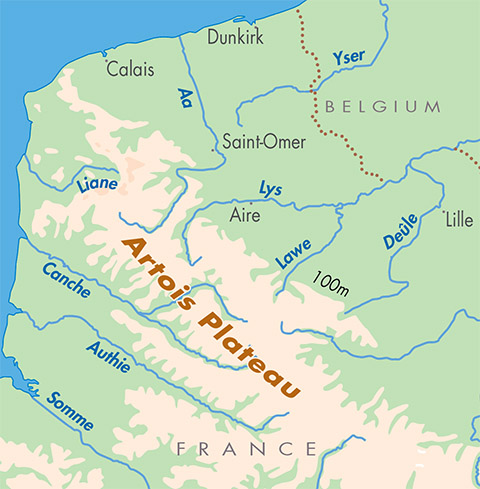
Rejon Lille i Dunkierki

Nielicznym oddziałom francuskich udało się wydostać z kotła; kpt. Philippe de Hauteclocque, szef sztabu 4 Dywizji Piechoty uciekł ze swoim oddziałem i dotarł do 7 Armii nad Sommą. Do momentu kapitulacji Lille operacja Dynamo, ewakuacja wojsk alianckich z Dunkierki, trwała już tydzień. Po wojnie, w 1949 roku, były premier Wielkiej Brytanii Winston Churchill opisał aliancką obronę Lille jako „wspaniały wkład”, który opóźnił niemiecki natarcie o cztery dni i umożliwił ewakuację brytyjskich sił ekspedycyjnych z Dunkierki. Historyk William L. Shirer napisał w 1969 roku, że „dzielna” obrona Lille „pomogła oblężonym siłom anglo-francuskim wokół portu utrzymać się przez dodatkowe dwa do trzech dni, a tym samym uratować co najmniej 100 000 żołnierzy więcej”.
Z kolei Alistair Horne napisał w 1982 roku, że francuska obrona Lille umożliwiła Brytyjskim Siłom Ekspedycyjnym i reszcie 1 Armii wycofanie się na obrzeża Dunkierki, a w 2013 roku Douglas Fermer stwierdził, że bitwa pod Lille zmieniła kierunek natarcia około siedmiu niemieckich dywizji podczas obrony Dunkierki. W publikacji z 2016 roku Lloyd Clark napisał, że francuskie próby wyrwania się z okrążenia były skazane na niepowodzenie, ale oblegające Lille oddziały niemieckie zostały zatrzymane na cztery dni, gdy obrona Dunkierki była konsolidowana. Feldmarszałek Walther von Brauchitsch obwinił jednak za opóźnienia rozkaz zatrzymania dywizji pancernych, wydany przez Gerda von Rundstedta i zatwierdzony przez Adolfa Hitlera, uważając, że gdyby pozwolono siłom pancernym kontynuować natarcie, alianci zostaliby zamknięci w kotle wzdłuż wybrzeża, co uniemożliwiłoby im ewakuację. W  rzeczywistości to czterodniowa obrona Lille związała walką siedem dywizji niemieckim i wstrzymała Wehrmacht w jego marszu w stronę kanału La Manche.

### Straty
Lloyd Clark napisał w swojej publikacji z 2016 roku, że Niemcy wzięli do niewoli „siedmiu generałów, 350 oficerów i 34 600 szeregowych żołnierzy, 300 dział i 100 pojazdów opancerzonych”.